# Lycaste lasioglossa
Lycaste  lasioglossa Rchb.f. (1872), es una especie de orquídea de hábito terrestre, originaria de Centroamérica.

## Características
Es una especie herbácea de gran tamaño que prefiere clima fresco a cálido, con pseudobulbo ovoide,  comprimido que tiene dos hojas apicales, elíptico-lanceoladas, poco pecioladas, agudas o acuminadas apicalmente y que florece en el invierno y la primavera en una erecta inflorescencia, generalmente con unas pocas flores a la vez, delgada de 25 cm de largo, con  envoltura de brácteas y sin aroma, cerosa, de color variable, con flores no fragantes y  psuedobulbos sin espinas.

## Distribución y hábitat
Es endémica de México, Guatemala, El Salvador, Honduras y Costa Rica, posiblemente, en los bosques nubosos en elevaciones de alrededor de 1400 a 1800 m s. n. m.

## Sinonimia
- Lycaste macropogon Rchb.f. 1888
- Lycaste lasioglossa var. melanacra Cogn. 1904
- Lycaste lasioglossa var flava Tinschert ex Oakeley 2008
- Lycaste lasioglossa var minor ex Oakeley 2008
- Maxillaria lasioglossa Beer?[1]